# Trideset konja (1988.)
Trideset konja  je hrvatski televizijski film iz 1988. godine nastao u hrvatskoj produkciji RTV Zagreb, ovo je prvi dugometražni igrani film  redatelja Mladena Jurana, scenarij je napisao Ivo Brešan, po istoimenoj noveli Vjekoslava Kaleba. Premijerno je prikazan 21. ožujka 1988. na Prvom programu Televizije Zagreb.
Radi se o britkoj crnoj komediji s nizom popularnih glumaca koja denuncira pljačku nacionalizacije i totalitarizma. Brešan je u skladu sa zahvalnim prvim poratnim godinama "Oslobođenja" i humorističkim ambicijama napravio laku priču o novim razvlašćenima i povlašćenima, pri čemu je redatelj Mladen Juran najviše vodio računa o karakterizaciji likova. Upravo u likovima, odnosno glumcima, bilo je i najviše draži. Naravno, samo naivan čovjek bi pomislio da su to bile zgode koje nisu imale nikakve posljedice, već samo uzrok. Tako je o filmu pisao tadašnji hrabri tisak, a posljedice su bile tipične za totalitarni sustav - zatajivanje filma. Tek kao klasik film će po širokoj afirmativnoj potvrdi kritike dobiti i široki odaziv gledateljstva.

## Radnja
Radnja se odvija  na otoku Murteru, 1946. godine, nakon što su jugoslavenske komunističke vlasti u procesu nacionalizacije oduzele mlin lokalnom "klasnom neprijatelju", vlasnicima  Juri i Vicencu koji potom odbijaju pokazati kako se njime upravlja. Protagonist Bare Cukvić, stolar vođen političkom ambicijom, odluči upravljati mlinom iako o njemu ne zna ništa i tako se upusti u veliku i opasnu avanturu "velike promine" želeći izgraditi karijeru koja će ga dovesti do visoke političke pozicije.

## Glumačka postava

### Glavni likovi
- Boris Dvornik kao Bare Cukvić
- Milena Dravić kao Jurka
- Sven Lasta kao Šjor Vicenco
- Josip Genda kao Predsjednik
- Milan Štrljić kao Cenzura
- Aljoša Vučković kao Trabakular
- Drago Meštrović kao Napoleon

### Sporedni likovi
- Predrag Vušović kao Don Giovanni
- Đuro Utješanović
- Željko Mavrović
- Boris Festini
- Zoja Odak
- Vesna Orel kao zgodna divojka
- Vasja Kovačić
- Mate Gulin
- Pave Čala

## Vanjske veze
- Trideset konja u internetskoj bazi filmova IMDb-a